# Strojec (gmina)
Strojec (od 1870 Praszka) – dawna gmina wiejska istniejąca do 1870 roku w guberni kaliskiej. Siedzibą władz gminy był Strojec.
Za Królestwa Polskiego gmina Strojec należała do powiatu wieluńskiego w guberni kaliskiej. 31 maja 1870 do gminy przyłączono pozbawioną praw miejskich Praszkę, po czym gminę przemianowano na Praszka.